# Saison 2021-2022 du Thunder d'Oklahoma City
La saison 2021-2022 du Thunder d'Oklahoma City est la 56e saison de la franchise en National Basketball Association (NBA) et la 14e saison dans la ville d'Oklahoma City.
Le 20 août 2021, la ligue annonce que la saison régulière démarre le 19 octobre 2021, avec un format typique de 82 matchs.
La franchise termine la saison avec un bilan de 24-58, terminant à la 14e place de la conférence Ouest et dernière de sa division. Le Thunder ne participe pas aux playoffs pour la seconde saison consécutive.

## Draft
| Tour | Choix | Joueur           | Poste | Nationalité | Provenance                              |
| ---- | ----- | ---------------- | ----- | ----------- | --------------------------------------- |
| 1    | 6     | Josh Giddey      | PG    | Australie   | Adelaide 36ers                          |
| 1    | 16    | Alperen Şengün   | C     | Turquie     | Beşiktaş JK                             |
| 1    | 18    | Tre Mann         | PG    | États-Unis  | Gators de la Floride                    |
| 2    | 34    | Rokas Jokubaitis | PG    | Lituanie    | Žalgiris Kaunas                         |
| 2    | 36    | Miles McBride    | PG    | États-Unis  | Mountaineers de la Virginie-Occidentale |
| 2    | 55    | Aaron Wiggins    | SG    | États-Unis  | Terrapins du Maryland                   |

## Matchs

### Summer League
| Summer League Total: 2-3 |

| Match | Date match | Équipe              | Score    | Meilleur marqueur  | Meilleur rebondeur          | Meilleur passeur  | Lieux                | Série |
| ----- | ---------- | ------------------- | -------- | ------------------ | --------------------------- | ----------------- | -------------------- | ----- |
| 1     | 8 août     | Détroit             | V 76-72  | Théo Maledon (15)  | Jaylen Hoard (10)           | Théo Maledon (11) | Thomas & Mack Center | 1 - 0 |
| 2     | 11 août    | La Nouvelle-Orléans | D 65-80  | Aaron Wiggins (16) | Tre Mann (6)                | Tre Mann (7)      | Cox Pavilion         | 1 - 1 |
| 3     | 13 août    | Golden State        | D 84-94  | Rob Edwards (23)   | Jeremiah Robinson-Earl (9)  | Théo Maledon (5)  | Cox Pavilion         | 1 - 2 |
| 4     | 14 août    | Indiana             | D 61-95  | Jaylen Hoard (16)  | Jeremiah Robinson-Earl (10) | Théo Maledon (6)  | Thomas & Mack Center | 1 - 3 |
| 5     | 16 août    | San Antonio         | V 116-91 | Rob Edwards (23)   | Jeremiah Robinson-Earl (8)  | Théo Maledon (7)  | Cox Pavilion         | 2 - 3 |

### Pré-saison
| Pré-saison Total: 1-3 (Domicile : 1-2; Extérieur : 0-1) |

| Match | Date match | Équipe      | Score     | Meilleur marqueur       | Meilleur rebondeur | Meilleur passeur                | Lieux Spectateurs   | Série |
| ----- | ---------- | ----------- | --------- | ----------------------- | ------------------ | ------------------------------- | ------------------- | ----- |
| 1     | 4 octobre  | Charlotte   | D 97-113  | Josh Giddey (18)        | Josh Giddey (7)    | Gilgeous-Alexander, Maledon (4) | Paycom Center 0     | 0 - 1 |
| 2     | 10 octobre | @ Milwaukee | D 110-130 | Luguentz Dort (19)      | D. J. Wilson (7)   | Gilgeous-Alexander, Giddey (6)  | Fiserv Forum 12 442 | 0 - 2 |
| 3     | 13 octobre | Denver      | V 108-99  | Darius Bazley (16)      | Darius Bazley (8)  | Shai Gilgeous-Alexander (4)     | Paycom Center 0     | 1 - 2 |
| 4     | 14 octobre | Denver      | D 107-113 | Aleksej Pokuševski (22) | Gabriel Deck (11)  | Josh Giddey (8)                 | Paycom Center 0     | 1 - 3 |

### Saison régulière
| Saison régulière Total: 24-58 (Domicile : 12-29; Extérieur : 12-29) |

| Match | Date match | Équipe         | Score     | Meilleur marqueur                | Meilleur rebondeur          | Meilleur passeur               | Lieux Spectateurs              | Série |
| ----- | ---------- | -------------- | --------- | -------------------------------- | --------------------------- | ------------------------------ | ------------------------------ | ----- |
| 1     | 20 octobre | @ Utah         | D 86-107  | Shai Gilgeous-Alexander (18)     | Josh Giddey (10)            | Trois joueurs (3)              | Vivint Smart Home Arena 18 306 | 0 - 1 |
| 2     | 22 octobre | @ Houston      | D 91-124  | Gilgeous-Alexander, Muscala (13) | Aleksej Pokuševski (7)      | Dort, Giddey (4)               | Toyota Center 15 674           | 0 - 2 |
| 3     | 24 octobre | Philadelphie   | D 103-115 | Shai Gilgeous-Alexander (29)     | Josh Giddey (8)             | Shai Gilgeous-Alexander (8)    | Paycom Center 14 256           | 0 - 3 |
| 4     | 26 octobre | Golden State   | D 98-106  | Shai Gilgeous-Alexander (30)     | Josh Giddey (9)             | Giddey, Gilgeous-Alexander (4) | Paycom Center 15 717           | 0 - 4 |
| 5     | 27 octobre | L.A. Lakers    | V 123-115 | Shai Gilgeous-Alexander (27)     | Shai Gilgeous-Alexander (9) | Josh Giddey (10)               | Paycom Center 15 783           | 1 - 4 |
| 6     | 30 octobre | @ Golden State | D 82-103  | Shai Gilgeous-Alexander (15)     | Aleksej Pokuševski (9)      | Josh Giddey (6)                | Chase Center 18 064            | 1 - 5 |

| Match | Date match   | Équipe                | Score     | Meilleur marqueur             | Meilleur rebondeur          | Meilleur passeur            | Lieux Spectateurs           | Série            |
| ----- | ------------ | --------------------- | --------- | ----------------------------- | --------------------------- | --------------------------- | --------------------------- | ---------------- |
| 7     | 1er novembre | @ L.A. Clippers       | D 94-99   | Shai Gilgeous-Alexander (28)  | Trois joueurs (7)           | Josh Giddey (7)             | Staples Center 13 722       | 1 - 6            |
| 8     | 4 novembre   | @ L.A. Lakers         | V 107-104 | Shai Gilgeous-Alexander (28)  | Derrick Favors (11)         | Josh Giddey (8)             | Staples Center 18 997       | 2 - 6            |
| 9     | 7 novembre   | San Antonio           | V 99-94   | Mike Muscala (20)             | Darius Bazley (11)          | Shai Gilgeous-Alexander (9) | Staples Center 12 972       | 3 - 6            |
| 10    | 10 novembre  | @ La Nouvelle-Orléans | V 108-100 | Luguentz Dort (27)            | Josh Giddey (12)            | Josh Giddey (9)             | Smoothie King Center 15 355 | 4 - 6            |
| 11    | 12 novembre  | Sacramento            | V 105-103 | Dort, Gilgeous-Alexander (22) | Jeremiah Robinson-Earl (14) | Josh Giddey (5)             | Paycom Center 12 881        | 5 - 6 \|\| 4 - 6 |
| 12    | 14 novembre  | Brooklyn              | D 96-120  | Shai Gilgeous-Alexander (23)  | Jeremiah Robinson-Earl (8)  | Giddey, Wiggins (4)         | Paycom Center 15 080        | 5 - 7            |
| 13    | 15 novembre  | Miami                 | D 90-103  | Luguentz Dort (20)            | Josh Giddey (9)             | Josh Giddey (9)             | Paycom Center 12 330        | 5 - 8            |
| 14    | 17 novembre  | Houston               | V 101-89  | Luguentz Dort (34)            | Josh Giddey (11)            | Shai Gilgeous-Alexander (9) | Paycom Center 12 066        | 6 - 8            |
| 15    | 19 novembre  | @ Milwaukee           | D 89-96   | Shai Gilgeous-Alexander (17)  | Josh Giddey (12)            | Giddey, Williams (4)        | Fiserv Forum 17 341         | 6 - 9            |
| 16    | 20 novembre  | @ Boston              | D 105-111 | Luguentz Dort (16)            | Darius Bazley (10)          | Darius Bazley (6)           | TD Garden 19 156            | 6 - 10           |
| 17    | 22 novembre  | @ Atlanta             | D 101-113 | Trois joueurs (15)            | Jeremiah Robinson-Earl (10) | Josh Giddey (8)             | State Farm Arena 15 806     | 6 - 11           |
| 18    | 24 novembre  | Utah                  | D 104-110 | Luguentz Dort (27)            | Jeremiah Robinson-Earl (10) | Josh Giddey (8)             | Paycom Center 14 081        | 6 - 12           |
| 19    | 26 novembre  | Washington            | D 99-101  | Luguentz Dort (21)            | Shai Gilgeous-Alexander (8) | Shai Gilgeous-Alexander (9) | Paycom Center 14 579        | 6 - 13           |
| 20    | 29 novembre  | @ Houston             | D 89-102  | Shai Gilgeous-Alexander (22)  | Mann, Robinson-Earl (7)     | Josh Giddey (7)             | Toyota Center 12 829        | 6 - 14           |

| Match | Date match   | Équipe              | Score     | Meilleur marqueur            | Meilleur rebondeur              | Meilleur passeur             | Lieux Spectateurs           | Série   |
| ----- | ------------ | ------------------- | --------- | ---------------------------- | ------------------------------- | ---------------------------- | --------------------------- | ------- |
| 21    | 1er décembre | Houston             | D 110-114 | Shai Gilgeous-Alexander (39) | Jeremiah Robinson-Earl (9)      | Dort, Robinson-Earl (4)      | Paycom Center 13 222        | 6 - 15  |
| 22    | 2 décembre   | @ Memphis           | D 79-152  | Luguentz Dort (15)           | Muscala, Robinson-Earl (5)      | Ty Jerome (4)                | FedExForum 13 103           | 6 - 16  |
| 23    | 6 décembre   | @ Détroit           | V 114-103 | Shai Gilgeous-Alexander (30) | Bazley, Robinson-Earl (8)       | Shai Gilgeous-Alexander (13) | Little Caesars Arena 10 522 | 7 - 16  |
| 24    | 8 décembre   | @ Toronto           | V 110-109 | Shai Gilgeous-Alexander (26) | Derrick Favors (9)              | Shai Gilgeous-Alexander (9)  | Scotiabank Arena 19 800     | 8 - 16  |
| 25    | 10 décembre  | L.A. Lakers         | D 95-116  | Tre Mann (19)                | Jeremiah Robinson-Earl (9)      | Josh Giddey (7)              | Paycom Center 16 523        | 8 - 17  |
| 26    | 12 décembre  | Dallas              | D 84-103  | Shai Gilgeous-Alexander (18) | Aleksej Pokuševski (9)          | Shai Gilgeous-Alexander (5)  | Paycom Center 15 747        | 8 - 18  |
| 27    | 15 décembre  | La Nouvelle-Orléans | D 110-113 | Shai Gilgeous-Alexander (33) | Josh Giddey (9)                 | Josh Giddey (7)              | Paycom Center 13 253        | 8 - 19  |
| 28    | 18 décembre  | L.A. Clippers       | V 104-103 | Luguentz Dort (29)           | Josh Giddey (18)                | Josh Giddey (10)             | Paycom Center 15 123        | 9 - 19  |
| 29    | 20 décembre  | @ Memphis           | V 102-99  | Shai Gilgeous-Alexander (23) | Darius Bazley (7)               | Josh Giddey (11)             | FedExForum 15 721           | 10 - 19 |
| 30    | 22 décembre  | Denver              | V 108-94  | Shai Gilgeous-Alexander (27) | Bazley, Gilgeous-Alexander (11) | Shai Gilgeous-Alexander (12) | Paycom Center 14 932        | 11 - 19 |
| 31    | 23 décembre  | @ Phoenix           | D 101-113 | Shai Gilgeous-Alexander (29) | Darius Bazley (10)              | Shai Gilgeous-Alexander (7)  | Footprint Center 17 071     | 11 - 20 |
| 32    | 26 décembre  | La Nouvelle-Orléans | V 117-112 | Shai Gilgeous-Alexander (31) | Josh Giddey (10)                | Josh Giddey (10)             | Paycom Center 15 608        | 12 - 20 |
| 33    | 28 décembre  | @ Sacramento        | D 111-117 | Shai Gilgeous-Alexander (33) | Dort, Williams (8)              | Shai Gilgeous-Alexander (5)  | Golden 1 Center 14 750      | 12 - 21 |
| 34    | 29 décembre  | @ Phoenix           | D 97-115  | Ty Jerome (24)               | Jerome, Wiggins (8)             | Ty Jerome (5)                | Footprint Center 17 071     | 12 - 22 |
| 35    | 31 décembre  | New York            | V 95-80   | Shai Gilgeous-Alexander (23) | Isaiah Roby (9)                 | Ty Jerome (5)                | Paycom Center 16 451        | 13 - 22 |

| Match | Date match | Équipe        | Score          | Meilleur marqueur            | Meilleur rebondeur           | Meilleur passeur               | Lieux Spectateurs                 | Série   |
| ----- | ---------- | ------------- | -------------- | ---------------------------- | ---------------------------- | ------------------------------ | --------------------------------- | ------- |
| 36    | 2 janvier  | Dallas        | D 86-95        | Josh Giddey (17)             | Josh Giddey (13)             | Josh Giddey (14)               | Paycom Center 14 751              | 13 - 23 |
| 37    | 5 janvier  | @ Minnesota   | D 90-98        | Shai Gilgeous-Alexander (19) | Josh Giddey (15)             | Josh Giddey (6)                | Target Center 14 375              | 13 - 24 |
| 38    | 7 janvier  | Minnesota     | D 105-135      | Luguentz Dort (18)           | Jeremiah Robinson-Earl (8)   | Shai Gilgeous-Alexander (6)    | Paycom Center 14 874              | 13 - 25 |
| 39    | 9 janvier  | Denver        | D 95-99        | Luguentz Dort (14)           | Josh Giddey (7)              | Josh Giddey (8)                | Paycom Center 14 772              | 13 - 26 |
| 40    | 11 janvier | @ Washington  | D 118-122      | Shai Gilgeous-Alexander (32) | Darius Bazley (9)            | Giddey, Gilgeous-Alexander (8) | Capital One Arena 13 985          | 13 - 27 |
| 41    | 13 janvier | @ Brooklyn    | V 130-109      | Shai Gilgeous-Alexander (33) | Shai Gilgeous-Alexander (10) | Shai Gilgeous-Alexander (9)    | Barclays Center 16 964            | 14 - 27 |
| 42    | 15 janvier | Cleveland     | D 102-107      | Shai Gilgeous-Alexander (21) | Jeremiah Robinson-Earl (11)  | Shai Gilgeous-Alexander (7)    | Paycom Center 15 284              | 14 - 28 |
| 43    | 17 janvier | @ Dallas      | D 102-104      | Shai Gilgeous-Alexander (34) | Luguentz Dort (7)            | Giddey, Gilgeous-Alexander (5) | American Airlines Center 19 266   | 14 - 29 |
| 44    | 19 janvier | @ San Antonio | D 96-118       | Aaron Wiggins (19)           | Josh Giddey (11)             | Josh Giddey (8)                | AT&T Center 11 848                | 14 - 30 |
| 45    | 21 janvier | @ Charlotte   | D 98-121       | Shai Gilgeous-Alexander (29) | Jeremiah Robinson-Earl (11)  | Shai Gilgeous-Alexander (6)    | Spectrum Center 15 835            | 14 - 31 |
| 46    | 22 janvier | @ Cleveland   | D 87-94        | Shai Gilgeous-Alexander (29) | Shai Gilgeous-Alexander (9)  | Shai Gilgeous-Alexander (6)    | Rocket Mortgage FieldHouse 19 432 | 14 - 32 |
| 47    | 24 janvier | Chicago       | D 110-111      | Shai Gilgeous-Alexander (31) | Bazley, Giddey (8)           | Shai Gilgeous-Alexander (10)   | Paycom Center 14 378              | 14 - 33 |
| 48    | 28 janvier | Indiana       | D 110-113 (OT) | Luguentz Dort (27)           | Josh Giddey (10)             | Josh Giddey (5)                | Paycom Center 15 106              | 14 - 34 |
| 49    | 31 janvier | Portland      | V 98-81        | Luguentz Dort (18)           | Josh Giddey (12)             | Ty Jerome (6)                  | Paycom Center 13 812              | 15 - 34 |

| Match                  | Date match | Équipe         | Score          | Meilleur marqueur            | Meilleur rebondeur     | Meilleur passeur             | Lieux Spectateurs               | Série   |
| ---------------------- | ---------- | -------------- | -------------- | ---------------------------- | ---------------------- | ---------------------------- | ------------------------------- | ------- |
| 50                     | 2 février  | @ Dallas       | V 120-114 (OT) | Luguentz Dort (30)           | Darius Bazley (11)     | Josh Giddey (10)             | American Airlines Center 19 200 | 16 - 34 |
| 51                     | 4 février  | @ Portland     | V 96-93        | Luguentz Dort (23)           | Darius Bazley (12)     | Ty Jerome (8)                | Moda Center 15 329              | 17 - 34 |
| 52                     | 5 février  | @ Sacramento   | D 103-113      | Josh Giddey (24)             | Aleksej Pokuševski (9) | Josh Giddey (8)              | Golden 1 Center 14 097          | 17 - 35 |
| 53                     | 7 février  | Golden State   | D 98-110       | Luguentz Dort (26)           | Josh Giddey (11)       | Josh Giddey (7)              | Paycom Center 17 009            | 17 - 36 |
| 54                     | 9 février  | Toronto        | D 98-117       | Maledon, Pokuševski (18)     | Kenrich Williams (12)  | Giddey, Williams (6)         | Paycom Center 13 858            | 17 - 37 |
| 55                     | 11 février | @ Philadelphie | D 87-100       | Derrick Favors (16)          | Darius Bazley (15)     | Giddey, Jerome (5)           | Wells Fargo Center 20 669       | 17 - 38 |
| 56                     | 12 février | @ Chicago      | D 101-106      | Luguentz Dort (31)           | Josh Giddey (12)       | Josh Giddey (10)             | United Center 20 072            | 17 - 39 |
| 57                     | 14 février | @ New York     | V 127-123 (OT) | Tre Mann (30)                | Josh Giddey (11)       | Josh Giddey (12)             | Madison Square Garden 18 433    | 18 - 39 |
| 58                     | 16 février | San Antonio    | D 106-114      | Tre Mann (24)                | Isaiah Roby (12)       | Josh Giddey (10)             | Paycom Center 14 920            | 18 - 40 |
| NBA All-Star Game 2022 |            |                |                |                              |                        |                              |                                 |         |
| 59                     | 24 février | Phoenix        | D 104-124      | Shai Gilgeous-Alexander (32) | Josh Giddey (9)        | Giddey, Mann (6)             | Paycom Center 14 176            | 18 - 41 |
| 60                     | 25 février | @ Indiana      | V 129-125 (OT) | Shai Gilgeous-Alexander (36) | Isaiah Roby (11)       | Gilgeous-Alexander, Mann (5) | Gainbridge Fieldhouse 15 182    | 19 - 41 |
| 61                     | 28 février | Sacramento     | D 110-131      | Shai Gilgeous-Alexander (37) | Aleksej Pokuševski (8) | Shai Gilgeous-Alexander (10) | Paycom Center 13 945            | 19 - 42 |

| Match | Date match | Équipe        | Score          | Meilleur marqueur            | Meilleur rebondeur          | Meilleur passeur             | Lieux Spectateurs    | Série   |
| ----- | ---------- | ------------- | -------------- | ---------------------------- | --------------------------- | ---------------------------- | -------------------- | ------- |
| 62    | 2 mars     | @ Denver      | V 119-107      | Shai Gilgeous-Alexander (29) | Aleksej Pokuševski (11)     | Gilgeous-Alexander, Roby (5) | Ball Arena 15 167    | 20 - 42 |
| 63    | 4 mars     | Minnesota     | D 101-138      | Shai Gilgeous-Alexander (33) | Isaiah Roby (10)            | Shai Gilgeous-Alexander (7)  | Paycom Center 15 180 | 20 - 43 |
| 64    | 6 mars     | Utah          | D 103-116      | Shai Gilgeous-Alexander (33) | Aleksej Pokuševski (11)     | Shai Gilgeous-Alexander (8)  | Paycom Center 15 079 | 20 - 44 |
| 65    | 8 mars     | Milwaukee     | D 115-142      | Shai Gilgeous-Alexander (33) | Shai Gilgeous-Alexander (8) | Shai Gilgeous-Alexander (14) | Paycom Center 15 743 | 20 - 45 |
| 66    | 9 mars     | @ Minnesota   | D 102-132      | Aaron Wiggins (25)           | Aaron Wiggins (9)           | Shai Gilgeous-Alexander (8)  | Target Center 16 191 | 20 - 46 |
| 67    | 13 mars    | Memphis       | D 118-125      | Shai Gilgeous-Alexander (31) | Darius Bazley (10)          | Shai Gilgeous-Alexander (7)  | Paycom Center 17 482 | 20 - 47 |
| 68    | 14 mars    | Charlotte     | D 116-134      | Shai Gilgeous-Alexander (32) | Shai Gilgeous-Alexander (8) | Tre Mann (6)                 | Paycom Center 15 810 | 20 - 48 |
| 69    | 16 mars    | @ San Antonio | D 120-122      | Shai Gilgeous-Alexander (34) | Darius Bazley (9)           | Shai Gilgeous-Alexander (8)  | AT&T Center 14 994   | 20 - 49 |
| 70    | 18 mars    | @ Miami       | D 108-120      | Shai Gilgeous-Alexander (26) | Aleksej Pokuševski (15)     | Aleksej Pokuševski (5)       | FTX Arena 19 600     | 20 - 50 |
| 71    | 20 mars    | @ Orlando     | D 85-90        | Darius Bazley (18)           | Isaiah Roby (10)            | Aleksej Pokuševski (5)       | Amway Center 15 012  | 20 - 51 |
| 72    | 21 mars    | Boston        | D 123-132      | Tre Mann (35)                | Darius Bazley (10)          | Shai Gilgeous-Alexander (9)  | Paycom Center 15 345 | 20 - 52 |
| 73    | 23 mars    | Orlando       | V 118-102      | Théo Maledon (25)            | Vít Krejčí (11)             | Théo Maledon (6)             | Paycom Center 14 393 | 21 - 52 |
| 74    | 26 mars    | @ Denver      | D 107-113      | Théo Maledon (20)            | Isaiah Roby (7)             | Vít Krejčí (6)               | Ball Arena 19 520    | 21 - 53 |
| 75    | 28 mars    | @ Portland    | V 134-131 (OT) | Isaiah Roby (30)             | Théo Maledon (10)           | Aleksej Pokuševski (11)      | Moda Center 18 188   | 22 - 53 |
| 76    | 30 mars    | Atlanta       | D 118-136      | Lindy Waters III (25)        | Roby, Sarr (9)              | Maledon, Pokuševski (8)      | Paycom Center 15 595 | 22 - 54 |

| Match | Date match | Équipe          | Score     | Meilleur marqueur         | Meilleur rebondeur      | Meilleur passeur        | Lieux Spectateurs              | Série   |
| ----- | ---------- | --------------- | --------- | ------------------------- | ----------------------- | ----------------------- | ------------------------------ | ------- |
| 77    | 1er avril  | Détroit         | D 101-110 | Théo Maledon (28)         | Jaylen Hoard (20)       | Théo Maledon (6)        | Paycom Center 16 961           | 22 - 55 |
| 78    | 3 avril    | Phoenix         | V 117-96  | Olivier Sarr (24)         | Aleksej Pokuševski (10) | Aleksej Pokuševski (12) | Paycom Center 17 078           | 23 - 55 |
| 79    | 5 avril    | Portland        | V 98-94   | Jaylen Hoard (24)         | Jaylen Hoard (21)       | Zavier Simpson (5)      | Paycom Center 14 674           | 24 - 55 |
| 80    | 6 avril    | @ Utah          | D 101-137 | Jaylen Hoard (23)         | Vít Krejčí (6)          | Zavier Simpson (11)     | Vivint Smart Home Arena 18 306 | 24 - 56 |
| 81    | 8 avril    | @ L.A. Lakers   | D 101-120 | Jaylen Hoard (27)         | Jaylen Hoard (17)       | Zavier Simpson (7)      | Crypto.com Arena 18 997        | 24 - 57 |
| 82    | 10 avril   | @ L.A. Clippers | D 88-138  | Kalaïtzákis, Simpson (17) | Jaylen Hoard (15)       | Zavier Simpson (7)      | Crypto.com Arena 18 210        | 24 - 58 |

### Confrontations en saison régulière
| Conférence Est      | Conférence Est                              | Conférence Est                              | Conférence Ouest                            | Conférence Ouest                            | Conférence Ouest                            | Conférence Ouest                            | Conférence Ouest                            |
| Division Atlantique | Division Atlantique                         | Division Atlantique                         | Division Nord-Ouest                         | Division Nord-Ouest                         | Division Nord-Ouest                         | Division Nord-Ouest                         | Division Nord-Ouest                         |
| Équipe              | Domicile                                    | Extérieur                                   | Équipe                                      | Domicile                                    | Domicile                                    | Extérieur                                   | Extérieur                                   |
| ------------------- | ------------------------------------------- | ------------------------------------------- | ------------------------------------------- | ------------------------------------------- | ------------------------------------------- | ------------------------------------------- | ------------------------------------------- |
| Boston              | 123-132                                     | 105-111                                     | Denver                                      | 108-94                                      | 95-99                                       | 119-107                                     | 107-113                                     |
| Brooklyn            | 96-120                                      | 130-109                                     | Minnesota                                   | 105-135                                     | 101-138                                     | 90-98                                       | 102-132                                     |
| New York            | 95-80                                       | 127-123 (OT)                                |                                             |                                             |                                             |                                             |                                             |
| Philadelphie        | 103-115                                     | 87-100                                      | Portland                                    | 98-81                                       | 98-94                                       | 96-93                                       | 134-131 (OT)                                |
| Toronto             | 98-117                                      | 110-109                                     | Utah                                        | 104-110                                     | 103-116                                     | 86-107                                      | 101-137                                     |
|                     | 1-4                                         | 3-2                                         |                                             | 3-5                                         | 3-5                                         | 3-5                                         | 3-5                                         |
| Division            | 4-6                                         | 4-6                                         | Division                                    | 6-10                                        | 6-10                                        | 6-10                                        | 6-10                                        |
| Division Centrale   | Division Centrale                           | Division Centrale                           | Division Pacifique                          | Division Pacifique                          | Division Pacifique                          | Division Pacifique                          | Division Pacifique                          |
| Équipe              | Domicile                                    | Extérieur                                   | Équipe                                      | Domicile                                    | Domicile                                    | Extérieur                                   | Extérieur                                   |
| Chicago             | 110-111                                     | 101-106                                     | Golden State                                | 98-106                                      | 98-110                                      | 82-103                                      |                                             |
| Cleveland           | 102-107                                     | 87-94                                       | L.A. Clippers                               | 104-103                                     |                                             | 94-99                                       | 88-138                                      |
| Detroit             | 101-110                                     | 114-103                                     | L.A. Lakers                                 | 123-115                                     | 95-116                                      | 107-104                                     | 101-120                                     |
| Indiana             | 110-113 (OT)                                | 129-125 (OT)                                | Phoenix                                     | 104-124                                     | 117-96                                      | 101-113                                     | 97-115                                      |
| Milwaukee           | 115-142                                     | 89-96                                       | Sacramento                                  | 105-103                                     | 110-131                                     | 111-117                                     | 103-113                                     |
|                     | 0-6                                         | 2-3                                         |                                             | 4-5                                         | 4-5                                         | 1-8                                         | 1-8                                         |
| Division            | 2-9                                         | 2-9                                         | Division                                    | 5-13                                        | 5-13                                        | 5-13                                        | 5-13                                        |
| Division Sud-Est    | Division Sud-Est                            | Division Sud-Est                            | Division Sud-Ouest                          | Division Sud-Ouest                          | Division Sud-Ouest                          | Division Sud-Ouest                          | Division Sud-Ouest                          |
| Équipe              | Domicile                                    | Extérieur                                   | Équipe                                      | Domicile                                    | Domicile                                    | Extérieur                                   | Extérieur                                   |
| Atlanta             | 118-136                                     | 101-113                                     | Dallas                                      | 84-103                                      | 86-95                                       | 102-104                                     | 120-114 (OT)                                |
| Charlotte           | 116-134                                     | 98-121                                      | Houston                                     | 101-89                                      | 110-114                                     | 91-124                                      | 89-102                                      |
| Miami               | 90-103                                      | 108-120                                     | Memphis                                     | 118-125                                     |                                             | 79-152                                      | 102-99                                      |
| Orlando             | 118-102                                     | 85-90                                       | New Orleans                                 | 110-113                                     | 117-112                                     | 108-100                                     |                                             |
| Washington          | 99-101                                      | 118-122                                     | San Antonio                                 | 99-94                                       | 106-114                                     | 96-118                                      | 120-122                                     |
|                     | 1-4                                         | 0-5                                         |                                             | 3-6                                         | 3-6                                         | 3-6                                         | 3-6                                         |
| Division            | 1-9                                         | 1-9                                         | Division                                    | 6-12                                        | 6-12                                        | 6-12                                        | 6-12                                        |
| Conférence          | 7-23 (Domicile : 2-13; Extérieur : 5-10)    | 7-23 (Domicile : 2-13; Extérieur : 5-10)    | Conférence                                  | 17-35 (Domicile : 10-16; Extérieur : 7-19)  | 17-35 (Domicile : 10-16; Extérieur : 7-19)  | 17-35 (Domicile : 10-16; Extérieur : 7-19)  | 17-35 (Domicile : 10-16; Extérieur : 7-19)  |
| Total               | 24-58 (Domicile : 12-29; Extérieur : 12-29) | 24-58 (Domicile : 12-29; Extérieur : 12-29) | 24-58 (Domicile : 12-29; Extérieur : 12-29) | 24-58 (Domicile : 12-29; Extérieur : 12-29) | 24-58 (Domicile : 12-29; Extérieur : 12-29) | 24-58 (Domicile : 12-29; Extérieur : 12-29) | 24-58 (Domicile : 12-29; Extérieur : 12-29) |

## Classements
| Conférence Ouest | Conférence Ouest                    | Conférence Ouest | Conférence Ouest | Conférence Ouest | Conférence Ouest | Conférence Ouest | Conférence Ouest |
| No               | Franchise                           | Vic.             | Def.             | MJ               | V/D              | GB               |                  |
| ---------------- | ----------------------------------- | ---------------- | ---------------- | ---------------- | ---------------- | ---------------- | ---------------- |
| 1                | z - Suns de Phoenix                 | 64               | 18               | 82               | .780             | –                |                  |
| 2                | y - Grizzlies de Memphis            | 56               | 26               | 82               | .683             | 8                |                  |
| 3                | x - Warriors de Golden State        | 53               | 29               | 82               | .646             | 11               |                  |
| 4                | x - Mavericks de Dallas             | 52               | 30               | 82               | .634             | 12               |                  |
| 5                | y - Jazz de l'Utah                  | 49               | 33               | 82               | .598             | 15               |                  |
| 6                | x - Nuggets de Denver               | 48               | 34               | 82               | .585             | 16               |                  |
|                  |                                     |                  |                  |                  |                  |                  |                  |
| 7                | x - Timberwolves du Minnesota       | 46               | 36               | 82               | .561             | 18               |                  |
| 8                | pi - Clippers de Los Angeles        | 42               | 40               | 82               | .512             | 22               |                  |
| 9                | x - Pelicans de La Nouvelle-Orléans | 36               | 46               | 82               | .439             | 28               |                  |
| 10               | pi - Spurs de San Antonio           | 34               | 48               | 82               | .415             | 30               |                  |
|                  |                                     |                  |                  |                  |                  |                  |                  |
| 11               | o - Lakers de Los Angeles           | 33               | 49               | 82               | .402             | 31               |                  |
| 12               | o - Kings de Sacramento             | 30               | 52               | 82               | .366             | 34               |                  |
| 13               | o - Trail Blazers de Portland       | 27               | 55               | 82               | .329             | 37               |                  |
| 14               | o - Thunder d'Oklahoma City         | 24               | 58               | 82               | .293             | 40               |                  |
| 15               | o - Rockets de Houston              | 20               | 62               | 82               | .244             | 44               |                  |

| Division Nord-Ouest           | V  | D  | MJ | V/D  | GB | Dom   | Ext   | Div  |
| ----------------------------- | -- | -- | -- | ---- | -- | ----- | ----- | ---- |
| y - Jazz de l'Utah            | 49 | 33 | 82 | .598 | –  | 29–12 | 20–21 | 15–1 |
| x - Nuggets de Denver         | 48 | 34 | 82 | .585 | 1  | 23–18 | 25–16 | 6–10 |
| x - Timberwolves du Minnesota | 45 | 37 | 82 | .561 | 3  | 26–15 | 20–21 | 12–4 |
| o - Trail Blazers de Portland | 27 | 55 | 82 | .329 | 22 | 17–24 | 10–31 | 1–15 |
| o - Thunder d'Oklahoma City   | 24 | 58 | 82 | .293 | 24 | 12–29 | 12–29 | 6–10 |